# Lentestrooiselspin
De lentestrooiselspin (Microneta viaria) is een spin uit de familie hangmatspinnen (Linyphiidae).
De soort wordt 2 tot 3 mm groot. Het prosoma is geel- tot roodbruin. De opisthosoma zijn donkergrijs tot zwart. De lentestrooiselspin wordt aangetroffen in de strooisellaag onder bomen en struiken. De soort komt voor in het Palearctisch en Nearctisch gebied.